# Lauterbach (Buttenwiesen)
Lauterbach ist ein Ortsteil von Buttenwiesen in Bayern und liegt am Fluss Zusam.
Die bis dahin selbstständige Gemeinde Lauterbach wurde am 1. Mai 1978 nach Buttenwiesen eingemeindet und zählt heute ca. 1200 Einwohner.

## Geschichte
Lauterbach wurde erstmals 1220 urkundlich als „Luterpach“ (= Siedlung am klaren Bach) erwähnt. Das Dorf ist vermutlich eine Gründung der hochmittelalterlichen Rodungszeit, die von der alemannischen Urmark Mertingen aus betrieben wurde.
Seit dem 14. Jahrhundert übte der Deutsche Orden die Herrschaft über den Ort aus. Lauterbach gehörte zur Ballei Franken. Die jahrhundertelange Ortsherrschaft des Deutschen Ordens hat in Lauterbach viele noch heute sichtbare Spuren hinterlassen.
Im Innern der Pfarrkirche St. Stephan sieht man das Wappen des Deutschen Ordens – ein Tatzenkreuz auf weißem Grund – an vielen Stellen. Der 1727/28 errichtete Pfarrhof diente wohl ursprünglich als Sommerschloss des Deutschen Ordens. Der Walmdachbau gehört zu den bedeutendsten Gebäuden dieser Art in der gesamten Region.
Die Pfarrei Lauterbach gehört zur Pfarreiengemeinschaft Buttenwiesen. Zur Pfarrei gehören auch noch die Beutmühle, Illemad und Stadelhöf.
Im Gebäude Bahnhofstraße 3 hatte bis 1806 der Vogt seinen Sitz, der im Auftrag des Ordens die Ortsherrschaft ausübte.
Im Jahre 1818 wurde Lauterbach durch das bayrische Gemeindeedikt zur selbstständigen Gemeinde erhoben.

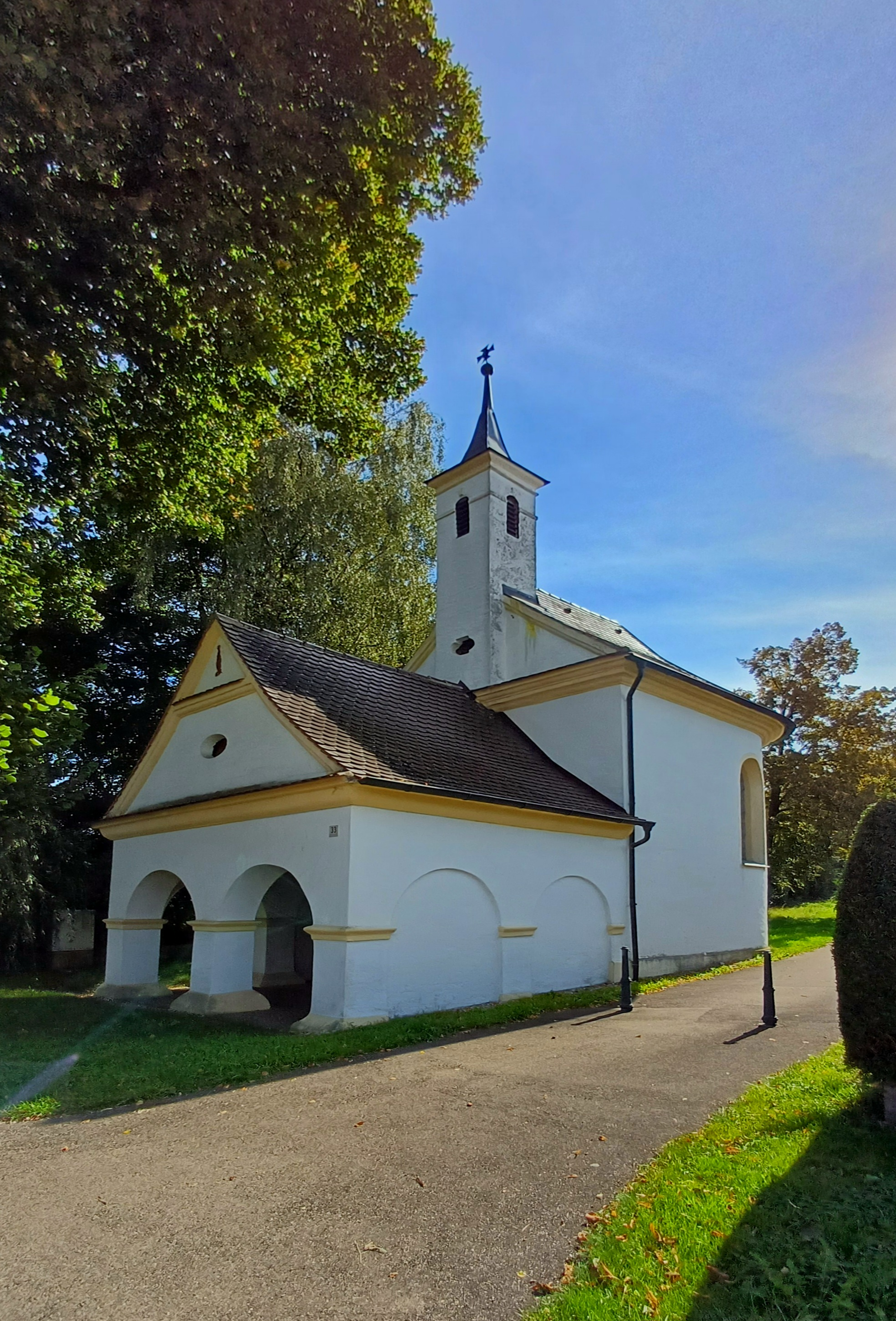
Lindenkapelle Hl. Dreifaltigkeit

Die Lindenkapelle am Ortsausgang in Richtung Buttenwiesen wurde 1718 auf Initiative des Deutschordensvogts erbaut. Sie geht auf die wunderbare Errettung einer Lauterbacher Bäuerin in einem Unwetter zurück und war lange Zeit Ziel einer Wallfahrt.

## Sehenswürdigkeiten
Der 1727/28 als Schloss des Deutschordens errichtete heutige Pfarrhof ist ein repräsentativer Barockbau mit toskanischer Pilastergliederung.

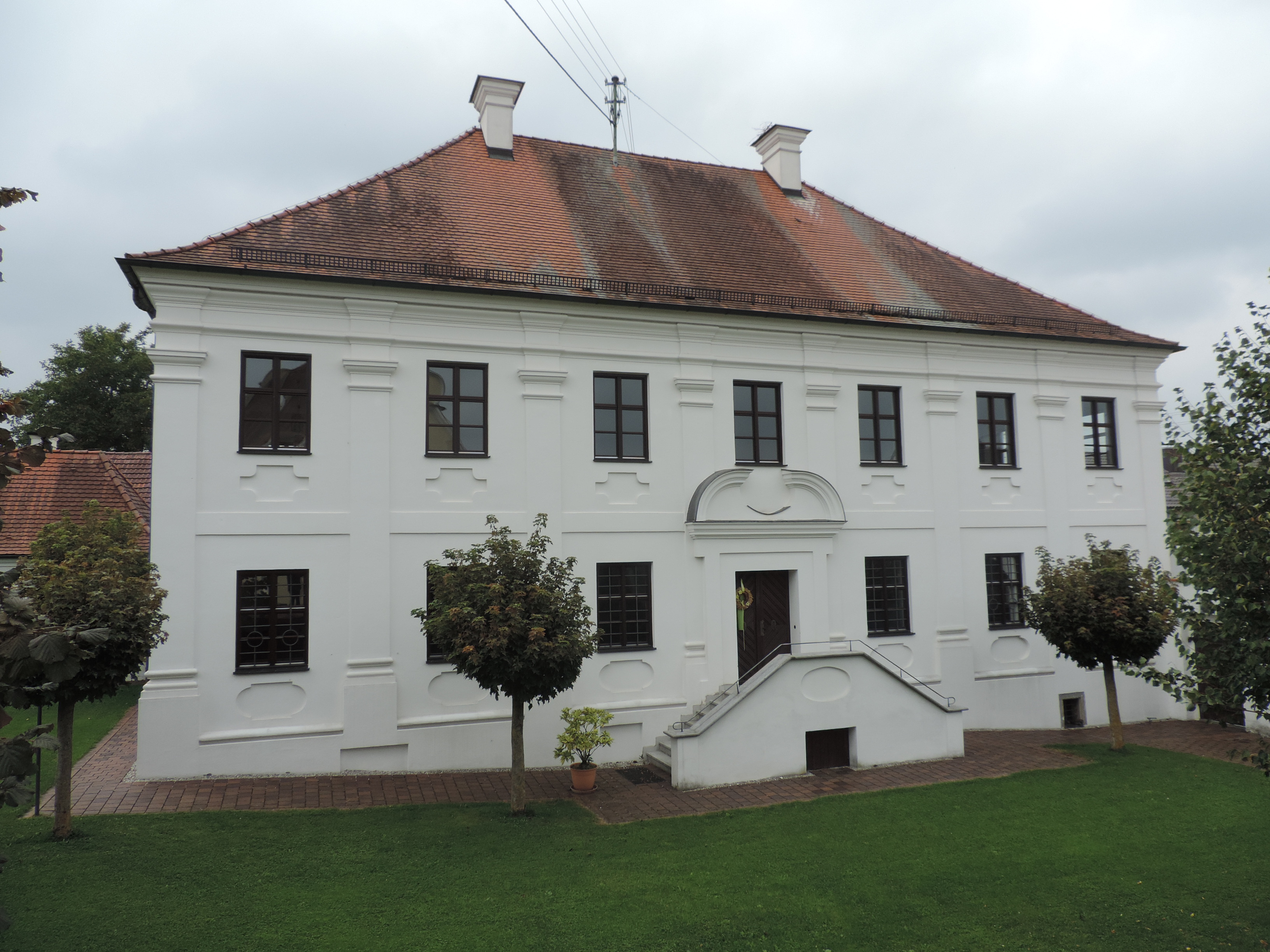
Pfarrhof

Siehe auch: Liste der Baudenkmäler in Lauterbach

## Bodendenkmäler
Siehe: Liste der Bodendenkmäler in Buttenwiesen

## Verkehr
Lauterbach liegt an der Staatsstraße 2027, die Wertingen mit Donauwörth verbindet.
Bis 1997 hatte Lauterbach einen Bahnhof an der Bahnstrecke Mertingen–Wertingen. Der Personenverkehr wurde 1981 eingestellt. Am 9. Juli 2020 wurde im Positionspapier des VDV die Strecke als Prüffall einer zu reaktivierenden Bahnstrecke genannt. Sie trägt die Nummer 5311. Damit könnte ein Bahnanschluss für Lauterbach wieder Realität werden.